# Фовам-тер (станція метро)
Фовам+тер (угор. Fővám tér — укр. Площа митниці) — станція Лінії M4 Будапештського метрополітену. Відкрита 28 березня 2014.
Станція знаходиться e Пешті на березі Дунаю з північної частини Ференцвароша поруч з будівлями Університету Корвіна, центрального ринку і мостом Свободи. На ділянці між Фовам-тер і Сент-Геллерт-тер лінія M4 перетинає Дунай по тунелю під річкою. Це один з двох метротунелей під Дунаєм в Будапешті, поряд з тунелем Лінії М2.

## Пересадки
- Автобус: 15, 115
- Тролейбус: 83
- Трамвай: 2, 47, 48, 49